# Dysphania patula
Dysphania patula är en fjärilsart som beskrevs av Walker 1864. Dysphania patula ingår i släktet Dysphania och familjen mätare. Inga underarter finns listade i Catalogue of Life.